# Thomas Hengelbrock
Thomas Hengelbrock (né le 9 juin 1958 à Wilhelmshaven) est un violoniste et chef d'orchestre allemand spécialiste de la restitution de la musique baroque.

## Biographie
Thomas Hengelbrock naît le 9 juin 1958 à Wilhelmshaven (Basse-Saxe).
Il étudie le violon auprès de Rainer Kussmaul, puis commence une carrière de violoniste à Wurtzbourg et à Fribourg. Il est assistant de Witold Lutosławski, Mauricio Kagel et Antal Doráti, desquels il tire des idées artistiques qui joueront pour lui un rôle important par la suite. Il officie d'abord dans plusieurs ensembles, comme le Concentus Musicus de Vienne sous la direction de Nikolaus Harnoncourt. En 1985, il est l'un des fondateurs du Freiburger Barockorchester, pour lequel il est musicien et chef d'orchestre jusqu'en 1997. De 1988 à 1991, il travaille avec le Amsterdamse Bach Solisten. Il est par la suite plusieurs fois chef d'orchestre lors du festival de musique ancienne d'Innsbruck.
En 1991, il fonde le chœur Balthasar-Neumann et en 1995 l'ensemble du même nom. Avec ces deux formations, il dirige des œuvres qui vont du baroque au moderne dans le cadre du mouvement baroqueux. Par exemple, lors du festival de Pentecôte de Baden-Baden en 2004 et 2007, il fait jouer à son orchestre Rigoletto et Falstaff de Verdi sur des instruments historiques. En 2012, il dirige le chœur Balthasar-Neumann lors du gala pour la remise du Prætorius Musikpreis.
De 1995 à 1999, il est directeur artistique de la Deutsche Kammerphilharmonie de Brême. En 2000, il devient directeur musical de l'Opéra populaire de Vienne, où il reste jusqu'en 2003. En 2001, il fonde le festival de Feldkirch, dont il est le directeur artistique jusqu'en 2006.
En tant que chef d'orchestre, il est invité par des orchestres internationaux : il travaille entre autres avec l'Orchestre symphonique de la Radiodiffusion bavaroise et le Chamber Orchestra of Europe.
La dramaturgie de ses concerts se caractérise par des programmes inhabituels, intégrant de nouvelles connaissances de la musicologie. Il enregistre des œuvres de compositeurs de la bibliothèque musicale de Johann Sebastian Bach, et met en place des programmes innovants : c'est ainsi qu'il conçoit pour l'« EXPO 2000 » à Hanovre une « action ecclésiastique » avec des œuvres de Bernd Alois Zimmermann, György Ligeti et Bach. Il travaille en étroite collaboration avec des compositeurs contemporains, comme Jan Müller-Wieland, Qigang Chen, Erkki-Sven Tüür et Simon Wills.
En collaboration avec le comédien autrichien Klaus Maria Brandauer, Hengelbrock réalise des représentations semi-scéniques d’œuvres comme Manfred (Byron / Schumann), Peer Gynt (Ibsen / Grieg) et Egmont (Goethe / Beethoven).
Avec le Musiktheater, en plus d'être musicien et chef d'orchestre, Hengelbrock dirige aussi la mise en scène de certaines productions avec le chœur et l'orchestre Balthasar-Neumann. Lors du festival de Feldkirch en 2006, il met en scène Don Giovanni de Mozart. La même année, il ouvre la série « Mozart 22 » du Festival de Salzbourg avec Il re pastore. Pour l'Opéra de Paris, il travaille en collaboration avec la chorégraphe Pina Bausch. En 2005, et pour sa reprise en 2008, 2012 et 2014, l'« opéra dansé » Orphée et Eurydice de Christoph Willibald Gluck est mis en scène au Palais Garnier avec le chœur et l'ensemble Balthasar-Neumann et le Ballet de l’Opéra de Paris (et également au théâtre d'Épidaure en 2008).
Le Konzerthaus de Dortmund consacre un temps à Thomas Hengelbrock pendant la saison 2008/2009 avec trois représentations, dont l'enregistrement avec le Mahler Chamber Orchestra de l'opéra Der Freischütz de Carl Maria von Weber (par la suite mis en scène au Palais des festivals de Baden-Baden et diffusé par arte), ainsi que de la Messe en si mineur de Johann Sebastian Bach avec l'ensemble et le chœur Balthasar-Neumann.
En 2011, Thomas Hengelbrock monte avec Sebastian Baumgarten le Tannhäuser lors du festival de Bayreuth.
Depuis la saison 2011/2012, il est le successeur de Christoph von Dohnányi au poste de chef d'orchestre principal de l'Orchestre symphonique de la NDR de Hambourg, fonction qu'il occupe jusqu'en 2018.
En juin 2015, il est nommé chef associé de l'Orchestre de Paris, à partir de la saison 2016-2017, aux côtés du nouveau directeur musical de l'orchestre, Daniel Harding.
Il est marié à la comédienne Johanna Wokalek. Le couple a un fils.
En janvier 2024, Thomas Hengelbrock est nommé directeur musical de l'Orchestre de chambre de Paris à compter de septembre 2024.

## Distinctions
- 2003 : prix ECHO Klassik dans la catégorie enregistrement d’œuvre chorale pour La Création de Joseph Haydn[7]
- 2011 : médaille pour le mérite du land de Bade-Wurtemberg[8]
- 2012 : Prætorius Musikpreis remis par la ministre de la culture de Basse-Saxe[9]
- 2015 : prix Brahms[10]
- 2015 : prix Herbert von Karajan[11]

## Filmographie
2011 : Le chef d'orchestre Thomas Hengelbrock. La musique - une fête pour la vie, de Daniel Finkernagel et Alexander Lück.

## Discographie (sélection)
- CPE Bach, symphonies, Wq 182, 3 & 4 & 5 ; Concertos, Wq 165 & 43,4 - Hans-Peter Westermann, hautbois ; Andreas Staier, clavecin ; Freiburger Barockorchester, dir. Thomas Hengelbrock (1990, Deutsche Harmonia Mundi 77187-2) (OCLC 421829471)
- Bach, Suites pour orchestre - Freiburger Barockorchester, dir. Thomas Hengelbrock (1993, Virgin Classics) (OCLC 852395129)
- Ouvertures, sinfonias, concerti : œuvres de Bach et Vivaldi - Freiburger Barockorchester, dir. Thomas Hengelbrock (1993, Deutsche Harmonia Mundi) (OCLC 433166068)
- A. Scarlatti, Concerto grosso en fa mineur ; Bach, Psaume 51, BWV 1083 (d'après Pergolese), Durante, Concerto per archi - Maya Boog, soprano ; Michael Chance, contreténor ; Balthasar-Neumann-Ensemble, dir. Thomas Hengelbrock (7-10 décembre 1998, Deutsche Harmonia Mundi) (OCLC 54382119)
- Musique pour San Marco de Venise : Monteverdi, Giovanni Gabrieli, Francesco Cavalli, Alessandro Grandi, Claudio Merulo... - Balthasar-Neumann-Chor. Balthasar-Neumann-Ensemble, dir. Thomas Hengelbrock  (8-10 février 2000, Sony) (OCLC 828794721)
- Haendel, Dixit Dominus et Caldara, Missa dolorosa, Crucifixus a 16 voci - Balthasar-Neumann Choir ; Balthasar-Neumann Ensemble, dir. Thomas Hengelbrock (10-14 mars 2003, (OCLC 712067620)
- Lotti, Missa a tre cori ; Zelenka, Miserere ZWV 57 ; Bach, Cantate BWV 12 - Balthasar-Neumann-Chor ; Balthasar-Neumann-Ensemble, dir. Thomas Hengelbrock (26-29 septembre 2008, Deutsche Harmonia Mundi) (OCLC 757446154)